# Sel kacher
Le Sel kacher,,,,,,,,,,, est un sel utilisé pour la cuisson, du gros sel comestible, ne contenant pas des additifs comme de l'iode, qui diffère du sel de table. Il consiste principalement de chlorure de sodium et peut inclure des agents antiagglomérants.

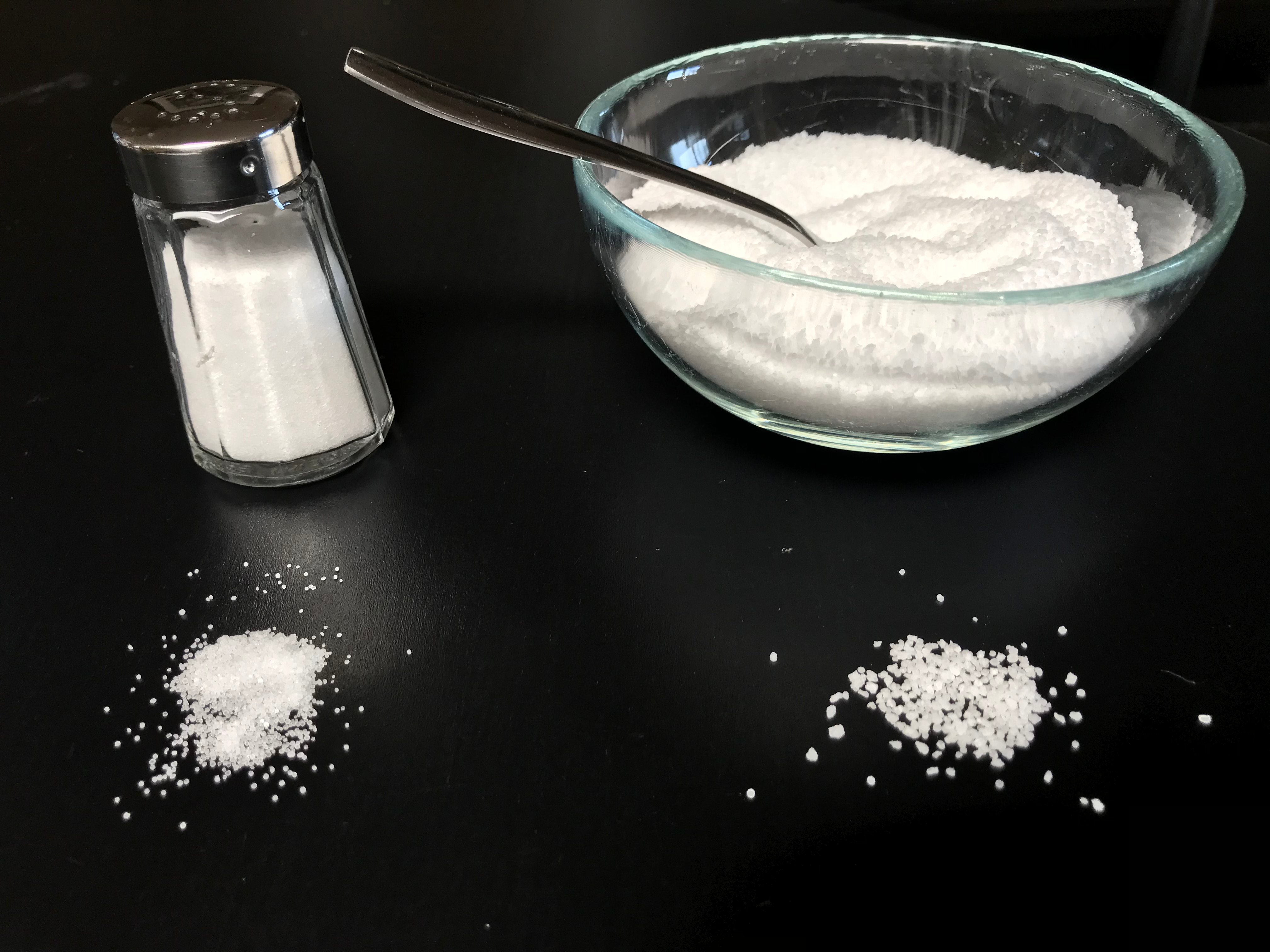
Sel de table (gauche) et sel kacher (droite)

Le terme "kacher" est associé à la pratique dans le judaïsme d'éliminer le sang, qui ne peut être consommé. Les larges cristaux de sel absorbent le sang sans se dissoudre, avec pour résultat une viande qui n'est pas excessivement salée. Le gros grain est idéal pour obtenir une croûte de sel, une méthode utilisée pour cuire un poisson en entier, qui donne une chair tendre et juteuse.
Le Sel kacher est utilisé en gastronomie, sans avoir nécessairement de rapport avec le judaïsme.